# Skrzeszewo (województwo zachodniopomorskie)
Skrzeszewo (do 1945 niem. Schreitstaken) – wieś w Polsce położona w województwie zachodniopomorskim, w powiecie koszalińskim, w gminie Będzino.
Teren Skrzeszewa znajduje się w obszarze chronionego krajobrazu Koszalińskiego Pasa Nadmorskiego.